# شكتاك
شكتاك(بالإنجليزية: Shakatak)‏ هي فرقة جاز فانك إنجليزية تأسست عام 1980.

## وصلات خارجية
- شكتاك على موقع ميوزك برينز (الإنجليزية)
- شكتاك على موقع أول ميوزيك (الإنجليزية)
- شكتاك على موقع ديسكوغز (الإنجليزية)